# 리즈 대학교
리즈 대학교(영어: University of Leeds)는 영국 리즈에 위치한 공립 종합대학교이다. 영국에서 5번째로 큰 규모를 자랑한다.

## 역사
대학 연합체인 맨체스터 빅토리아 대학교의 일부를 이루다가 1904년 에드워드 7세의 설립인가를 받고 독립하였다. 전신은 1831년 설립된 리즈 의학교와 1874년 설립된 요크셔 과학대학이다. 요크셔 과학대학은 1867년 파리국제박람회에 다녀와 유럽 대륙의 기술발전에 자극을 받은 요크셔 주 모직물 제조업자들이 중심이 되어 설립되었다. 개교 초기에는 기술과 관련된 과목만 가르쳤으나 점차 고전과 현대문학 및 역사 등의 인문계 과목을 개설하면서 학교의 명칭도 요크셔 대학으로 바뀌었다.
1884년 두 학교를 통합하였고 이후 1887년 맨체스터 오언 대학 및 리버풀 유니버시티 칼리지와 함께 연합 형태의 종합대학인 맨체스터 빅토리아 대학교를 설립하였으나 나중에 맨체스터와 리버풀의 대학이 독립함에 따라 독립하게 되었다. 제1차 세계대전 이후 응용과학과 공학 분야 뿐만 아니라 인문과학 분야의 연구에서도 괄목할 만한 발전을 이루었다.

## 캠퍼스
부속 도서관으로는 주로 인문사회계 관련서적을 소장하는 브러던 도서관과 이공계 관련서적을 소장하는 에드워드 보일 도서관이 있다. 그 밖에 법학도서관·의학도서관·섬유도서관 등의 전문 도서관을 보유하고 있다. 부설 시설로는 학습자료 센터, 컴퓨터 센터, 중국연구 센터, 이과교육연구 센터 등이 있다. 캠퍼스에는 학부 건물 이외에 각종 스포츠시설과 슈퍼마켓, 여행안내소, 서점 및 식당 등의 편의시설이 골고루 갖추어져 있다.

## 평가
2018년 가디언이 발표한 영국 내 대학 순위에서 14위에 올랐다. 합격률은 2017년 기준 73.5퍼센트이다.
2023 QS 세계대학 랭킹 75위에 올랐다.

## 구성
2010년 기준 예술학부, 생명공학부, 경영학부, 교육·사회과학·법학부, 공학부, 환경학부, 수학·물리학부, 의학·보건학부, 공연·시각예술·커뮤니케이션학부의 9개 학부에서 560개의 학부 과정과 300개의 대학원 과정을 제공한다.

## 같이 보기
- 러셀 그룹
- 레드 브릭 대학교